# Olympische Winterspiele 1968/Teilnehmer (BR Deutschland)
| Gelbes Symbol für Goldmedaillen mit stilisierten Olympischen Ringen | Graues Symbol für Silbermedaillen mit stilisierten Olympischen Ringen | Braundes Symbol für Bronzemedaillen mit stilisierten Olympischen Ringen |
| ------------------------------------------------------------------- | --------------------------------------------------------------------- | ----------------------------------------------------------------------- |
| 2                                                                   | 2                                                                     | 3                                                                       |

Die Bundesrepublik Deutschland nahm an den Olympischen Winterspielen 1968 im französischen Grenoble mit einer Delegation von 87 Athleten, 67 Männer und 20 Frauen, teil.

## Flaggenträger
Der Rennrodler Hans Plenk trug die Flagge der bundesdeutschen Mannschaft während der Eröffnungsfeier im ::Stade olympique::.
- Siehe auch: Liste der Fahnenträger der deutschen Mannschaften bei Olympischen Spielen

## Medaillen
Mit zwei gewonnenen Gold-, zwei Silber- und drei Bronzemedaillen belegte das Team der Bundesrepublik Deutschland Platz 8 im Medaillenspiegel.

### Medaillenspiegel
| Rang   | Sportart              | Gold | Silber | Bronze | Gesamt |
| ------ | --------------------- | ---- | ------ | ------ | ------ |
| 1      | Nordische Kombination | 1    | —      | —      | 1      |
| 1      | Eisschnelllauf        | 1    | —      | —      | 1      |
| 3      | Rennrodeln            | —    | 1      | 2      | 3      |
| 4      | Bob                   | —    | 1      | —      | 1      |
| 5      | Eiskunstlauf          | —    | —      | 1      | 1      |
| Gesamt | Gesamt                | 2    | 2      | 3      | 7      |

### Medaillengewinner
| Name/n                            | Sportart              | Wettkampf    |
| --------------------------------- | --------------------- | ------------ |
| Gold                              |                       |              |
| Franz Keller                      | Nordische Kombination | Einzel       |
| Erhard Keller                     | Eisschnelllauf        | 500 m        |
| Silber                            |                       |              |
| Horst Floth Pepi Bader            | Bob                   | Zweierbob    |
| Christa Schmuck                   | Rennrodeln            | Einsitzer    |
| Bronze                            |                       |              |
| Margot Glockshuber Wolfgang Danne | Eiskunstlauf          | Paarlauf     |
| Wolfgang Winkler Fritz Nachmann   | Rennrodeln            | Doppelsitzer |
| Angelika Dünhaupt                 | Rennrodeln            | Einsitzer    |

## Teilnehmer nach Sportarten

### Biathlon
| Athleten                                                  | Wettbewerbe        | Zeit        | Fehler       | Rang |
| --------------------------------------------------------- | ------------------ | ----------- | ------------ | ---- |
| Männer                                                    |                    |             |              |      |
| Gerhard Gehring                                           | 20 km Einzel       | 1:28:26,8 h | 8 (2+1+2+3)  | 32   |
| Herbert Hindelang                                         | 20 km Einzel       | 1:31:48,5 h | 10 (3+5+1+1) | 41   |
| Xaver Kraus                                               | 20 km Einzel       | 1:30:40,2 h | 12 (4+3+2+3) | 39   |
| Theo Merkel                                               | 20 km Einzel       | 1:22:10,5 h | 4 (3+0+1+0)  | 12   |
| Herbert Hindelang Theo Merkel Xaver Kraus Gerhard Gehring | 4 × 7,5 km Staffel | 2:29:56,6 h | 6 (2+0+2+2)  | 9    |

### Bob
| Athleten                                                            | Wettbewerb | Lauf 1      | Lauf 1 | Lauf 2      | Lauf 2 | Lauf 3      | Lauf 3 | Lauf 4      | Lauf 4 | Gesamt      | Gesamt |
| Athleten                                                            | Wettbewerb | Zeit        | Rang   | Zeit        | Rang   | Zeit        | Rang   | Zeit        | Rang   | Zeit        | Rang   |
| ------------------------------------------------------------------- | ---------- | ----------- | ------ | ----------- | ------ | ----------- | ------ | ----------- | ------ | ----------- | ------ |
| Männer                                                              |            |             |        |             |        |             |        |             |        |             |        |
| Horst Floth Pepi Bader                                              | Zweierbob  | 1:10,76 min | 5      | 1:10,43 min | 1      | 1:10,20 min | 1      | 1:10,15 min | 2      | 4:41,54 min | Silber |
| Wolfgang Zimmerer Peter Utzschneider                                | Zweierbob  | 1:12,36 min | 15     | 1:11,94 min | 8      | 1:10,77 min | 4      | 1:11,33 min | 4      | 4:46,40 min | 7      |
| Horst Floth Pepi Bader Frank Lange Willi Schäfer                    | Viererbob  | 1:10,49 min | 5      | 1:07,84 min | 5      | –           | –      | –           | –      | 2:18,33 min | 5      |
| Wolfgang Zimmerer Hans Baumann Stefan Gaisreiter Peter Utzschneider | Viererbob  | 1:11,12 min | 13     | 1:08,35 min | 8      | –           | –      | –           | –      | 2:19,47 min | 9      |

### Eishockey
| Wettbewerb  | Männer |
| ----------- | --- |
| Spieler     | Heinz Bader Lorenz Funk Manfred Gmeiner Gustav Hanig Günther Knauss Ernst Köpf senior Bernd Kuhn Peter Lax Horst Meindl Sepp Reif Hans Schichtl Sepp Schramm Alois Schloder Otto Schneitberger Rudolf Thanner Josef Völk Leonhard Waitl Heinz Weisenbach |
| Vorrunde    | Rumänien 7:0 (1:0, 3:0, 3:0) |
| Finalrunde  | Kanada 1:6 (0:0, 1:4, 0:2) Tschechoslowakei 1:5 (0:1, 0:2, 1:2) Schweden 4:5 (3:4, 0:0, 1:1) Sowjetunion 1:9 (1:4, 0:4, 0:1) Vereinigte Staaten 1:8 (1:2, 0:4, 0:2) Finnland 1:4 (1:2, 0:1, 0:1) Deutsche Demokratische Republik 4:2 (1:0, 2:1, 1:1)     |
| Platzierung | 7. |

### Eiskunstlauf
| Athleten                             | Wettbewerbe | Kurzprogramm/-tanz | Kür/Kürtanz | Gesamt | Gesamt |
| Athleten                             | Wettbewerbe | Rang               | Rang        | Punkte | Rang   |
| ------------------------------------ | ----------- | ------------------ | ----------- | ------ | ------ |
| Frauen                               |             |                    |             |        |        |
| Monika Feldmann                      | Einzel      | 11                 | 13          | 1687,1 | 10     |
| Petra Ruhrmann                       | Einzel      | 16                 | 18          | 1611,2 | 17     |
| Eileen Zillmer                       | Einzel      | 12                 | 23          | 1600,3 | 19     |
| Männer                               |             |                    |             |        |        |
| Jürgen Eberwein                      | Einzel      | 25                 | 22          | 1530,3 | 24     |
| Peter Krick                          | Einzel      | 7                  | 16          | 1723,2 | 12     |
| Mixed                                |             |                    |             |        |        |
| Margot Glockshuber Wolfgang Danne    | Eistanz     | 3                  | 3           | 304,4  | Bronze |
| Gudrun Hauss Walter Häfner           | Paarlauf    | 7                  | 9           | 293,6  | 8      |
| Marianne Streifler Herbert Wiesinger | Paarlauf    | 12                 | 11          | 282,7  | 11     |

### Eisschnelllauf
| Athleten            | Wettbewerbe | Zeit        | Rang |
| ------------------- | ----------- | ----------- | ---- |
| Frauen              |             |             |      |
| Paula Dufter        | 1500 m      | 2:45,2 min  | 30   |
| Paula Dufter        | 3000 m      | 5:27,0 min  | 19   |
| Evi Sappl           | 500 m       | 47,4 s      | 12   |
| Evi Sappl           | 1000 m      | 1:37,4 min  | 17   |
| Hildegard Sellhuber | 500 m       | 48,4 s      | 21   |
| Hildegard Sellhuber | 1000 m      | 1:37,2 min  | 16   |
| Hildegard Sellhuber | 1500 m      | 2:27,5 min  | 9    |
| Männer              |             |             |      |
| Herbert Höfl        | 500 m       | 41,0 s      | 11   |
| Erhard Keller       | 500 m       | 40,3 s      | Gold |
| Günter Traub        | 500 m       | 42,5 s      | 31   |
| Günter Traub        | 1500 m      | 2:07,7 min  | 15   |
| Günter Traub        | 5000 m      | 7:40,4 min  | 13   |
| Günter Traub        | 10.000 m    | 16:01,3 min | 11   |
| Jürgen Traub        | 1500 m      | 2:10,2 min  | 22   |
| Jürgen Traub        | 5000 m      | 7:55,3 min  | 20   |
| Jürgen Traub        | 10.000 m    | 16:33,8 min | 18   |
| Gerhard Zimmermann  | 500 m       | 41,5 s      | 19   |

### Nordische Kombination
| Athleten        | Wettbewerb           | Skispringen | Skispringen | Skispringen | Skispringen | Skispringen | Langlauf    | Langlauf | Langlauf | Gesamt | Gesamt |
| Athleten        | Wettbewerb           | 1. Weite    | 2. Weite    | 3. Weite    | Punkte      | Rang        | Zeit        | Punkte   | Rang     | Punkte | Rang   |
| --------------- | -------------------- | ----------- | ----------- | ----------- | ----------- | ----------- | ----------- | -------- | -------- | ------ | ------ |
| Männer          |                      |             |             |             |             |             |             |          |          |        |        |
| Franz Keller    | Einzel Normalschanze | 118,1 m     | 122,0 m     | 81,3 m      | 240,1       | 1           | 50:45,2 min | 208,94   | 13       | 449.04 | Gold   |
| Günther Naumann | Einzel Normalschanze | 95,4 m      | 94,6 m      | 92,3 m      | 190.0       | 28          | 49:48,5 min | 220,89   | 5        | 410,89 | 14     |
| Hans Rudhart    | Einzel Normalschanze | 96,7 m      | 95,7 m      | 98,7 m      | 195,4       | 22          | 53:15,3 min | 179,34   | 28       | 374,74 | 29     |
| Alfred Winkler  | Einzel Normalschanze | 88,9 m      | 98,6 m      | 94,2 m      | 192,8       | 25          | 52:26,0 min | 188,79   | 24       | 381,59 | 25     |

### Rennrodeln
| Athlet                          | Wettbewerb   | Lauf 1  | Lauf 1 | Lauf 2  | Lauf 2 | Lauf 3  | Lauf 3 | Gesamt      | Gesamt |
| Athlet                          | Wettbewerb   | Zeit    | Rang   | Zeit    | Rang   | Zeit    | Rang   | Zeit        | Rang   |
| ------------------------------- | ------------ | ------- | ------ | ------- | ------ | ------- | ------ | ----------- | ------ |
| Frauen                          |              |         |        |         |        |         |        |             |        |
| Angelika Dünhaupt               | Einsitzer    | 49,34 s | 7      | 49,88 s | 6      | 50,34 s | 5      | 2:29,56 min | Bronze |
| Ute Gähler                      | Einsitzer    | 49,78 s | 13     | 49,93 s | 7      | 50,71 s | 10     | 2:30,42 min | 8      |
| Christa Schmuck                 | Einsitzer    | 49,15 s | 5      | 49,84 s | 5      | 50,38 s | 6      | 2:29,37 min | Silber |
| Männer                          |              |         |        |         |        |         |        |             |        |
| Fritz Nachmann                  | Einsitzer    | 58,54 s | 16     | 59,05 s | 17     | 58,82 s | 17     | 2:56,41 min | 17     |
| Leonhard Nagenrauft             | Einsitzer    | 57,87 s | 7      | 58,45 s | 9      | 58,39 s | 9      | 2:54,71 min | 9      |
| Hans Plenk                      | Einsitzer    | 57,30 s | 2      | 58,37 s | 7      | 58,00 s | 6      | 2:53,67 min | 6      |
| Wolfgang Winkler                | Einsitzer    | 58,08 s | 10     | 58,86 s | 14     | 58,41 s | 10     | 2:55,35 min | 11     |
| Fritz Nachmann Wolfgang Winkler | Doppelsitzer | 48,58 s | 3      | 48,71 s | 3      | –       | –      | 1:37,29 min | Bronze |
| Hans Plenk Bernhard Aschauer    | Doppelsitzer | 48,70 s | 4      | 48,91 s | 5      | –       | –      | 1:37,61 min | 4      |

### Ski Alpin
| Athleten            | Wettbewerbe  | 1. Lauf     | 1. Lauf | 2. Lauf     | 2. Lauf | Gesamt      | Gesamt |
| Athleten            | Wettbewerbe  | Zeit        | Rang    | Zeit        | Rang    | Zeit        | Rang   |
| ------------------- | ------------ | ----------- | ------- | ----------- | ------- | ----------- | ------ |
| Frauen              |              |             |         |             |         |             |        |
| Burgl Färbinger     | Abfahrt      | –           | –       | –           | –       | 1:44,29 min | 14     |
| Burgl Färbinger     | Riesenslalom | –           | –       | –           | –       | 1:57,20 min | 10     |
| Burgl Färbinger     | Slalom       | 42,70 s     | 9       | 46,20 s     | 6       | 1:28,90 min | 6      |
| Margret Hafen       | Abfahrt      | –           | –       | –           | –       | 1:45,33 min | 19     |
| Margret Hafen       | Riesenslalom | –           | –       | –           | –       | 1:58,47 min | 18     |
| Christa Hintermaier | Slalom       | 44,67 s     | 18      | 49,95 s     | 18      | 1:34,62 min | 16     |
| Christine Laprell   | Abfahrt      | –           | –       | –           | –       | 1:47,62 min | 24     |
| Christine Laprell   | Riesenslalom | –           | –       | –           | –       | 1:58,12 min | 15     |
| Christine Laprell   | Slalom       | 42,94 s     | 10      | 48,31 s     | 11      | 1:31,25 min | 10     |
| Rosi Mittermaier    | Abfahrt      | –           | –       | –           | –       | 1:47,73 min | 25     |
| Rosi Mittermaier    | Riesenslalom | –           | –       | –           | –       | 1:58,75 min | 20     |
| Rosi Mittermaier    | Slalom       | 42,90 s     | 9       | DSQ         | DSQ     | DSQ         | DSQ    |
| Männer              |              |             |         |             |         |             |        |
| Dieter Fersch       | Abfahrt      | –           | –       | –           | –       | 2:03,41 min | 19     |
| Alfred Hagn         | Slalom       | 52,95 s     | 31      | 51,70 s     | 12      | 1:44,65 min | 16     |
| Sepp Heckelmiller   | Riesenslalom | 1:48,25 min | 25      | 1:50,70 min | 20      | 3:38,95 min | 24     |
| Luggi Leitner       | Abfahrt      | –           | –       | –           | –       | 2:02,54 min | 12     |
| Luggi Leitner       | Riesenslalom | 1:47,64 min | 24      | 1:51,21 min | 27      | 3:38,85 min | 23     |
| Luggi Leitner       | Slalom       | 50,89 s     | 15      | 52,61 s     | 18      | 1:43,50 min | 12     |
| Willi Lesch         | Riesenslalom | 1:47,48 min | 21      | 1:51,35 min | 30      | 3:38,83 min | 22     |
| Willi Lesch         | Slalom       | 51,28 s     | 17      | DSQ         | DSQ     | DSQ         | DSQ    |
| Gerhard Prinzing    | Abfahrt      | –           | –       | –           | –       | 2:02,10 min | 7      |
| Gerhard Prinzing    | Riesenslalom | DSQ         | DSQ     | DSQ         | DSQ     | DSQ         | DSQ    |
| Max Rieger          | Slalom       | 53,81 s     | 36      | 51,57 s     | 11      | 1:45,38 min | 20     |
| Franz Vogler        | Abfahrt      | –           | –       | –           | –       | 2:02,94 min | 15     |

### Skilanglauf
| Athleten                                                  | Wettbewerbe       | Zeit        | Rang |
| --------------------------------------------------------- | ----------------- | ----------- | ---- |
| Frauen                                                    |                   |             |      |
| Barbara Barthel                                           | 5 km              | 18:20,0 min | 29   |
| Barbara Barthel                                           | 10 km             | DNF         | DNF  |
| Michaela Endler                                           | 5 km              | 17:59,2 min | 25   |
| Michaela Endler                                           | 10 km             | 41:01,1 min | 26   |
| Monika Mrklas                                             | 5 km              | 17:32,5 min | 17   |
| Monika Mrklas                                             | 10 km             | 39:58,2 min | 20   |
| Michaela Endler Barbara Barthel Monika Mrklas             | 3 × 5 km Staffel  | 1:01:49,3 h | 7    |
| Männer                                                    |                   |             |      |
| Karl Buhl                                                 | 15 km             | 50:38,1 min | 20   |
| Karl Buhl                                                 | 30 km             | 1:42:52,2 h | 31   |
| Walter Demel                                              | 15 km             | 49:38,4 min | 12   |
| Walter Demel                                              | 30 km             | 1:37:49,2 h | 9    |
| Walter Demel                                              | 50 km             | 2:31:14,4 h | 9    |
| Klaus Ganter                                              | 15 km             | 52:30,0 min | 39   |
| Klaus Ganter                                              | 50 km             | DNF         | DNF  |
| Helmut Gerlach                                            | 15 km             | 52:21,8 min | 38   |
| Helmut Gerlach                                            | 50 km             | 2:41:55,8 h | 33   |
| Karl-Heinz Scherzinger                                    | 30 km             | 1:47:08,7 h | 48   |
| Herbert Steinbeißer                                       | 30 km             | 1:46:31,2 h | 46   |
| Siegfried Weiß                                            | 50 km             | 2:46:53,4 h | 43   |
| Helmut Gerlach Walter Demel Herbert Steinbeißer Karl Buhl | 4 × 10 km Staffel | 2:19:37,6 h | 8    |

### Skispringen
| Athleten        | Wettbewerb    | 1. Durchgang | 1. Durchgang | 1. Durchgang | 2. Durchgang | 2. Durchgang | 2. Durchgang | Gesamt | Gesamt |
| Athleten        | Wettbewerb    | Weite        | Punkte       | Rang         | Weite        | Punkte       | Rang         | Punkte | Rang   |
| --------------- | ------------- | ------------ | ------------ | ------------ | ------------ | ------------ | ------------ | ------ | ------ |
| Männer          |               |              |              |              |              |              |              |        |        |
| Günther Göllner | Normalschanze | 77,0 m       | 109,5        | 5            | 70,5 m       | 97,6         | 22           | 207,1  | 10     |
| Günther Göllner | Großschanze   | 93,0 m       | 96,6         | 24           | 85,0 m       | 86,9         | 30           | 183,5  | 29     |
| Heini Ihle      | Normalschanze | 75,5 m       | 102,6        | 22           | 70,0 m       | 94,8         | 27           | 197,4  | 22     |
| Heini Ihle      | Großschanze   | 82,0 m       | 73,7         | 51           | 84,5 m       | 82,7         | 41           | 156,4  | 46     |
| Franz Keller    | Großschanze   | 90,5 m       | 93,6         | 33           | 84,0 m       | 80,5         | 44           | 174,1  | 36     |
| Henrik Ohlmeyer | Normalschanze | 75,0 m       | 104,8        | 14           | 67,5 m       | 88,8         | 40           | 193,6  | 28     |
| Henrik Ohlmeyer | Großschanze   | 90,5 m       | 92,6         | 34           | 86,0 m       | 85,3         | 37           | 177,9  | 33     |